# Better Man (canción de Robbie Williams)
«Better Man» es una canción del cantante británico de pop Robbie Williams, fue el último sencillo de su álbum Sing When You're Winning a finales de 2001. Sólo fue lanzado en Australia, Nueva Zelanda y Latinoamérica.

## Versión en español
Robbie Williams grabó una versión en español de la canción a la que llamó "Ser mejor", que fue incluida en la edición de Latinoamérica de su álbum, que fue lanzada como sencillo en las radio estaciones en algunos países hispanohablantes en febrero de 2001. 

## Formatos y listas de canciones
Australian CD

(Lanzado 22 de octubre de 2001)
1. «Better Man» - 3:22
2. «My Way» [Live] - 4:36
3. «Rolling Stone» - 3:43
4. «Toxic» - 3:51
5. «Let Love Be Your Energy» Enhanced Video and Photo Gallery

## Certificación y ventas
| País      | Certificación | Ventas  |
| --------- | ------------- | ------- |
| Australia | Oro           | 35 000+ |

## Posicionamiento en listas
| Listas (2001)             | Mejor posición |
| ------------------------- | -------------- |
| New Zealand Singles Chart | 4              |
| Australian Singles Chart  | 6              |